# Райціу
Райціу (рум. Raițiu) — село у повіті Олт в Румунії. Входить до складу комуни Куртішоара.
Село розташоване на відстані 139 км на захід від Бухареста, 8 км на північ від Слатіни, 46 км на північний схід від Крайови.

## Населення
За даними перепису населення 2002 року у селі проживали 258 осіб, усі — румуни. Усі жителі села рідною мовою назвали румунську.